# カトウツケオグモ
カトウツケオグモ Phrynarachne katoi Tikuni, 1955 は、カニグモ科のクモの一つ。ひどく凹凸の多い、白と黒のクモである。鳥の糞に似て見え、ハエを誘っているとの説がある。

## 特徴
体長は雌で8～13mm、雄では2～3mmのカニグモ。頭胸部は長さと幅がほぼ等しく、眼は前列後列共に後曲、つまり中眼より側眼が後方に位置する。腹部は台形をなす。また頭胸部と腹部それぞれに多数の瘤状突起があり、その先端には毛がある。体色は雌では背甲は褐色で前端付近が白い。腹部は淡褐色から黒褐色で、部分的な明暗はあるが、明確な斑紋はない。雄では背甲は濃黄褐色から褐色で、中央付近に1対の縦の隆起があり、また頭部付近も白い。腹部は濃黄褐色で瘤状突起が白い。特に長くて左右に張り出した第一脚と第二脚の転節から跗節、膝節の半分までにかけては白く、それより先は黒いのがよく目立つ。
和名および学名の種小名は加藤正世に因み、セミの研究家である彼は本種を東京都高尾山で最初に発見したとのこと。ツケオグモはかつてイボカニグモをこう呼んでいたとの情報がある。

## 分布
日本では本州、四国、南西諸島に分布し、国外では韓国と中国から知られている。
古くから希少なクモとしても知られ、例えば八木沼(1969)には「日本であまりとれていない珍しいクモ」と題した章があり15種が挙げられているが、本種は5番目に取り上げられており、『和歌山、東京、福岡、埼玉、長野、三重、熊本、韓国』とあちこちで採集記録があるものの『何れも各一頭ずつ』であるとしている。その後はもう少し採集例が増えたようであるが、新海、高野(1984)でも本種の解説文を『珍しいクモ』で始めており、新海(2006)でも『個体数はきわめて少な』い『希少種』と記されている。そのようなことから『日本の7大珍種グモ』の一角、といった呼び声もあるとのこと。それもあってか雄は長く発見できず、八木沼(1960)や新海、高野(1984)では本種の雌は不明、となっている。

## 生態など
平地から低山の林地や草むらに生息し、低木や草の葉の上に発見されることが多く、また成体の出現は4～10月とされる。多くの場合、草木の葉の上に静止しており、待機して獲物を待つ待ち伏せ型の狩りをするものと思われ、観察された範囲では様々なグループの昆虫を狩るものと思われる。
他方で本種が葉の上に静止している姿は鳥の糞に見えるとされており、その印象からそれによって糞に寄ってくる昆虫を捕食する攻撃型擬態ではないか、との声もあった。これはこの属の他種についても言われてきたことで、さらには化学物質によって餌昆虫を誘引しているのではないか、との説もあった。ただし現時点では本種に関してはこの両面共に裏付ける証拠は示されていない。

## 分類・類似種など
ツケオグモ属は約30種がアジア、アフリカ、オーストラリアの熱帯域から温帯域に渡って知られ、日本では本種の他に以下の1種が知られている。
- P. ceylonica ヘリジロツケオグモ

日本では八重山からのみ知られる。本種によく似ているが、雌では背甲の縁が白くなっていることなど外見的にも違いがあり、区別は比較的容易とのこと。

## 保護の状況
環境省のレッドデータブックでは採り上げられていないが、府県別では愛知県で絶滅危惧I類、滋賀県と兵庫県で準絶滅危惧種の指定があり、東京都、大阪府、徳島県、鳥取県で情報不足となっている。